# Lithosia horishanella
Lithosia horishanella là một loài bướm đêm thuộc phân họ Arctiinae, họ Erebidae.